# Hermannia resedifolia
Hermannia resedifolia là một loài thực vật có hoa trong họ Cẩm quỳ. Loài này được R.A. Dyer mô tả khoa học đầu tiên.